# ヤーグ

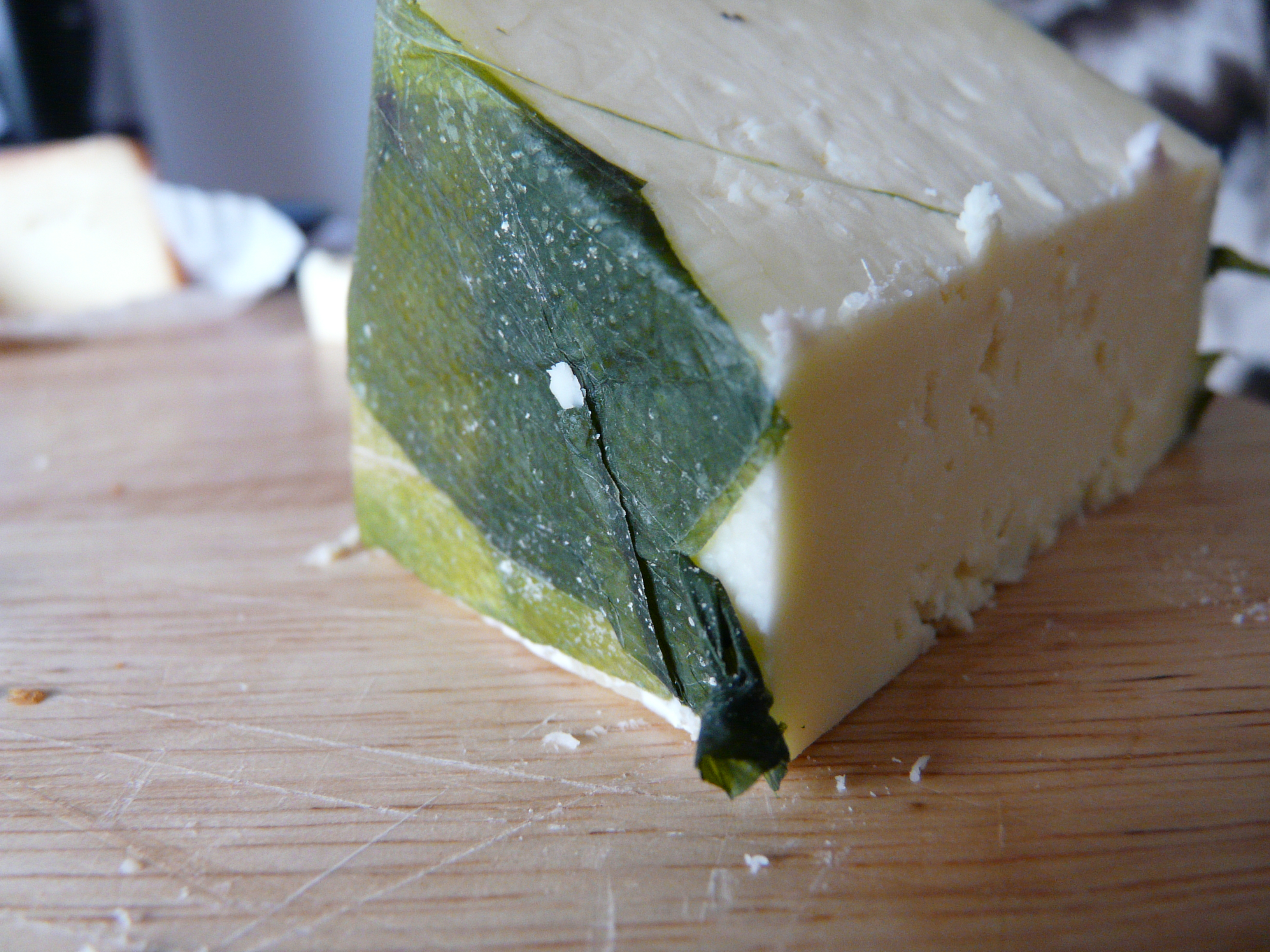
ヤーグチーズ

コーニッシュ・ヤーグ(Cornish Yarg)は、牛乳から作るセミハードタイプのチーズであり、イングランドのコーンウォールで作られる。熟成させる前にセイヨウイラクサの葉で包むことで、カビが生え固い外皮になるが食用になる。包んだ葉のすぐ下はクリーミーでソフトになり、中央付近はケアフィリチーズのようなもろく砕けやすい食感になる。

## 生産

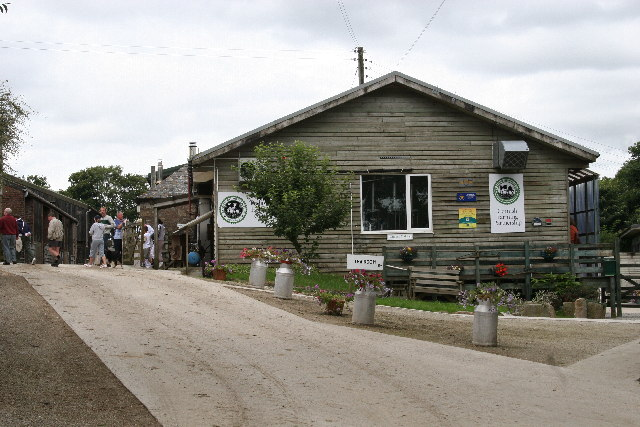
リンハー・デイリーズ

その歴史的な意味合いにもかかわらず、ヤーグはイギリスチーズ復興の時代である1980年代に、伝統的なイギリス植民地様式のチーズを元に作られたものである。
トゥルーロ近郊のペングリープ農場にあるリンハー・デイリーズ・チーズ・カンパニー(Lynher Dairies Cheese Company)のキャサリン・ミード、デーン・ホプキンスらによって作られた。ヤーグ("Yarg")という名称は、1615年のセイヨウイラクサの葉で包むジェルヴァーズ・マーカムのチーズのレシピを屋根裏で見つけ出したアラン・グレイとジェニー・グレイの苗字"Gray"をさかさまに綴ったものである。このオリジナルのレシピは、13世紀に遡ると考えられている。
1984年、グレイ夫妻はこのレシピをマイケル・ホレルとマーガレット・ホレルに売却し、夫妻とともに働いていたミードが販売に向けた開発を始めた。彼女は2001年にペングリープ農場に2つ目の乳製品工場を建設し、2006年にホレル夫妻が引退すると、全ての生産をリンハー・デイリーズに移した。